# غریات، اردن
ال قریات، جردن یک منطقهٔ مسکونی در اردن است که در استان مادبا واقع شده‌است.